# Max Montagne
Max Montagne, né le 7 février 1920 et mort le 19 mars 1980, est un homme politique français.

## Biographie
Après des études de médecine suivies à Paris, Max Montagne s'installe dans le Jura en 1948 et y exerce comme chirurgien hospitalier.
Son engagement en politique est lié à l'agonie de la Quatrième république. Partisan du retour de Charles de Gaulle au pouvoir, il participe dès le début de l'été à la mise en place d'un groupement politique gaulliste, la Convention républicaine, avant d'adhérer dès octobre 1958 à l'UNR, dont il devient le président départemental.
Candidat aux législatives de novembre dans la deuxième circonscription du Jura, il affronte le sortant communiste André Barthélémy,  l'ancien député Jean Courtois (SFIO) et le sénateur-maire de Dole, Charles Laurent-Thouvererey. Arrivé second au premier tour, avec seulement 19,4 % des voix, il bénéficie au second du soutien du MRP et du CNI, ce qui lui permet de l'emporter, dans une triangulaire, avec 48,9 %.
Assez typique des députés « godillots », Max Montagne ne dépose aucun texte et n'intervient pas en tribune pendant toute la législature, se contentant d'apporter un soutien systématique au gouvernement dans ses votes.
En 1959, il est élu maire de Syam, un petit village de 300 habitants.
En 1962, il affronte de nouveau André Barthélémy, ainsi qu'une jeune étoile montante du centrisme, Jacques Duhamel. Arrivé en tête du premier tour avec 29,5 % des voix, il est battu au second tour par Duhamel, qui obtient 52,5 % des voix, sans doute grâce à l'apport de voix de gauche, y compris communistes.
En 1965, il ne se représente pas aux municipales dans son village, pas plus qu'il ne tente de reprendre son siège de député en 1967.
En 1968, il aide Robert Grossmann, président de l'Union des jeunes pour le progrès, à s'implanter dans le Jura en se présentant comme son suppléant aux législatives. Cet apport ne suffit cependant pas à mettre réellement en difficulté Duhamel, qui obtient 48,5 % au premier tour, et bénéficie du désistement de Grossmann au second pour être réélu.
Max Montagne s'éloigne alors de la vie politique pour se consacrer à son activité professionnelle.

## Détail des fonctions et des mandats
Mandat parlementaire
- 30 novembre 1958 - 9 octobre 1962 : Député du Jura